# Сьміловиці (Куявсько-Поморське воєводство)
Сьміловиці (пол. Śmiłowice, нім. Reihenhausen) — село в Польщі, у гміні Хоцень Влоцлавського повіту Куявсько-Поморського воєводства.
Населення — 503 особи (2011).
У 1975-1998 роках село належало до Влоцлавського воєводства.

## Демографія
Демографічна структура станом на 31 березня 2011 року:
|          | Загалом | Допрацездатний вік | Працездатний вік | Постпрацездатний вік |
| -------- | ------- | ------------------ | ---------------- | -------------------- |
| Чоловіки | 244     | 47                 | 183              | 14                   |
| Жінки    | 259     | 55                 | 146              | 58                   |
| Разом    | 503     | 102                | 329              | 72                   |